# Phare de Saint-Tudwal
Le phare de Saint-Tudwal (en gallois :  Goleudy Enlli) est un phare situé sur l'île ouest des Îles Saint-Tudwal, au bout de la péninsule de Llŷn au Pays de Galles qui marque l'entrée de la Baie de Cardigan en mer d'Irlande.
Ce phare est géré par le Trinity House Lighthouse Service à Londres, l'organisation de l'aide maritime des côtes du Pays de Galles.

## Histoire
Le phare de Saint-Tudwal, construit sur l'île ouest en 1877, est actif et automatique depuis 1922. La station d'aide à la navigation, qui marque l'extrémité nord de la baie de Cardigan, a été acheté par Trinity House de Londres en 1876 et l'année suivante le bâtiment en pierre complétant l'ouvrage a été réalisé.

La tour mesure 10,7 mètres de haut, avec son plan focal à 46 mètres au-dessus du niveau de la mer. La lumière blanche principale a une portée de 14 milles marins (26 km et sa lumière rouge de secteur a une portée plus courte de 10 milles marins (19 km). Il émet 1 flash blanc et rouge toutes les 15 secondes. Automatisé en 1922, il a été l'un des premiers phares de Trinity House à être automatisé. Il a été électrifié par énergie solaire en 1995.
Les chalets de gardien de phare sont maintenant des propriétés privées qui sont utilisés comme maison de vacances.
Le phare est un monument classé Grade II du Royaume-Uni, ainsi que les bâtiments du phare et les murs du périmètre.

### Lien connexe
- Liste des phares du Pays de Galles